# Werfer-Länderkampf der Frauen 1984 BR Deutschland – Bulgarien – Finnland
| 2. Leichtathletik-Länderkampf mit bundesdeutscher Beteiligung 1984 | 2. Leichtathletik-Länderkampf mit bundesdeutscher Beteiligung 1984 |
| ------------------------------------------------------------------ | ------------------------------------------------------------------ |
|                                                                    |                                                                    |
| Werfervergleich der Frauen: BR Deutschland – Bulgarien – Finnland  |                                                                    |
| Austragungsort                                                     | Lage                                                               |
| Wettbewerbe                                                        | 3                                                                  |
| Datum                                                              | 31. Mai                                                            |
| 1. BGR 2. FRG 3. FIN                                               | 54 P 47 P 37 P                                                     |
| Chronik                                                            |                                                                    |
| ← FRG-FIN Werfer (M)                                               | FRG-POL-SUI Geher (M) →                                            |

Im zweiten Vergleich des Länderkampfjahres 1984 bestritten die bundesdeutschen Leichtathletinnen ihren ersten Werfer-Länderkampf überhaupt. Am 31. Mai traten sie im westfälischen Lage gegen Bulgarien und Finnland an.

## Modus
Auf dem Programm standen die drei bei Olympischen Spielen ausgetragenen Frauenwettbewerbe aus dem Bereich Wurf/Stoß, Jedes Team trat pro Disziplin mit drei Teilnehmerinnen an. Die Punkte wurden wie folgt vergeben. 1. Platz: 10 Punkte / 2. Pl.: 8 P / 3. Pl.: 7 P / 4. Pl.: 6 P.

## Ergebnis
Jedes der drei Teams verzeichnete je einen Einzelsieg und je einen Gewinn einer Disziplinwertung. Die Punktabstände in den drei Wettbewerben wichen allerdings stark voneinander ab. Mit 54 Punkten sammelte Bulgarien die meisten Punkte und siegte vor der Bundesrepublik Deutschland (47 Punkte). Finnland wurde mit 37 Punkten Dritter.

## Resultate

### Kugelstoßen
| Platz | Athlet            | Land | Weite (m) |
| ----- | ----------------- | ---- | --------- |
| 1     | Claudia Losch     | FRG  | 20,23     |
| 2     | Svetla Mitkova    | BGR  | 18,27     |
| 3     | Birgit Petsch     | FRG  | 17,17     |
| 4     | Suejana Vassileva | BGR  | 17,09     |
| 5     | Veronika Czorny   | FRG  | 16,18     |
| 6     | Asta Hovi         | FIN  | 15,92     |
| 7     | Päivi Alafrantti  | FIN  | 14,87     |
| 8     | Satu Sulkio       | FIN  | 14,70     |
| 9     | Marija Djalewa    | BGR  | 10,56     |

### Diskuswurf
| Platz | Athlet             | Land | Weite (m) |
| ----- | ------------------ | ---- | --------- |
| 1     | Marija Petkowa     | BGR  | 67,90     |
| 2     | Zwetanka Christowa | BGR  | 66,42     |
| 3     | Ingra Manecke      | FRG  | 64,30     |
| 4     | Swetla Boschkowa   | BGR  | 64,30     |
| 5     | Ulla Lundholm      | FIN  | 61,54     |
| 6     | Doris Gutewort     | FRG  | 57,54     |
| 7     | Marja-Leena Larpi  | FIN  | 56,92     |
| 8     | Barbara Beuge      | FRG  | 56,08     |
| 9     | Anne Paavolainen   | FIN  | 54,90     |

### Speerwurf
| Platz | Athlet             | Land | Weite (m) |
| ----- | ------------------ | ---- | --------- |
| 1     | Tiina Lillak       | FIN  | 67,04     |
| 2     | Antoaneta Todorowa | BGR  | 64,54     |
| 3     | Tuula Laaksalo     | FIN  | 60,54     |
| 4     | Ingrid Thyssen     | FRG  | 59,68     |
| 5     | Beate Peters       | FRG  | 57,12     |
| 6     | Galina Nikolowa    | BGR  | 55,42     |
| 7     | Marija Djalewa     | BGR  | 55,00     |
| 8     | Sirpa Vepsalainen  | FIN  | 54,78     |
| 9     | Manuela Alizadeh   | FRG  | 53,32     |